# Дигинс (Мисури)
Дигинс (енгл. Diggins) град је у америчкој савезној држави Мисури.

## Демографија
По попису из 2010. године број становника је 299, што је 1 (0,3%) становника више него 2000. године.
| Група             | 2000.       | 2010.       |
| Белци             | 282 (94,6%) | 290 (97,0%) |
| Афроамериканци    | 0 (0,0%)    | 1 (0,3%)    |
| Азијати           | 0 (0,0%)    | 0 (0,0%)    |
| Хиспаноамериканци | 2 (0,7%)    | 3 (1,0%)    |
| Укупно            | 298         | 299         |